# Palpita aurocostalis
Palpita aurocostalis là một loài bướm đêm trong họ Crambidae.